# Америчка Девичанска Острва на Светском првенству у атлетици у дворани 2012.
Америчка Девичанска Острва су учествовала на Светском првенству у атлетици у дворани 2012. одржаном у Истанбулу од 9. до 11. марта десети пут. Репрезентацију Америчких Девичанских Острва представљало је двоје такмичара (1 мушкарац и 1 жена), који су се такмичили у две дисциплине.
Америчка Девичанска Острва нису освојила ниједну медаљу али је Tабари Хенри три пута поправљао најбољи лични резултат сезоне. У табели успешности (према броју и пласману такмичара који су учествовали у финалним такмичењима (првих 8 такмичара)) Америчка Девичанска Острва су са једним учесником у финалу делила 33. место са 5 бодова.
| Плас. | Земља                      | 1. место | 2. место | 3. место | 4. место | 5. место | 6. место | 7. место | 8. место | Бр. финал. | Бод. |
| ----- | -------------------------- | -------- | -------- | -------- | -------- | -------- | -------- | -------- | -------- | ---------- | ---- |
| =33.  | Америчка Девичанска Острва | 0        | 0        | 0        | 1        | 0        | 0        | 0        | 0        | 1          | 5    |

## Учесници
| Мушкарци: - Tабари Хенри — 400 м | Жене: - Лаверн Џоунс-Ферет — 60 м |  |

## Резултати

### Мушкарци
| Атлетичар    | Дисциплина | Лични рекорд | Квалификација | Квалификација | Полуфинале    | Полуфинале | Финале    | Финале      | Детаљи |
| Атлетичар    | Дисциплина | Лични рекорд | Резултат      | Место         | Резултат      | Место      | Резултат  | Место       | Детаљи |
| ------------ | ---------- | ------------ | ------------- | ------------- | ------------- | ---------- | --------- | ----------- | ------ |
| Tабари Хенри | 400 м      | 45,81 НР     | 46,71 КВ, ЛРС | 2. у гр. 1    | 46,01 КВ, ЛРС | 2. у гр. 1 | 45,96 ЛРС | 4 / 31 (32) |        |

### Жене
| Атлетичарка        | Дисциплина | Лични рекорд | Квалификација | Квалификација | Полуфинале       | Полуфинале       | Финале                | Финале                | Детаљи |
| Атлетичарка        | Дисциплина | Лични рекорд | Резултат      | Место         | Резултат         | Место            | Резултат              | Место                 | Детаљи |
| ------------------ | ---------- | ------------ | ------------- | ------------- | ---------------- | ---------------- | --------------------- | --------------------- | ------ |
| Лаверн Џоунс-Ферет | 60 м       | 6,97 НР      | 7,21 КВ       | 1. у гр. 6    | дисквалификована | дисквалификована | Није се квалификовала | Није се квалификовала |        |